# 서아프리카 CFA 프랑
서아프리카 CFA 프랑(프랑스어: franc CFA 또는 간단히 franc, ISO 4217 코드: XOF)은 서아프리카의 8개 독립국가인 베냉, 부르키나파소, 코트디부아르, 기니비사우, 말리, 니제르, 세네갈 그리고 토고의 통화이다. CFA는 아프리카의 경제 공동체 (프랑스어: Communauté financière d'Afrique)를 의미한다. 서아프리카 CFA 프랑은 세네갈의 수도인 다카르에 위치한 서아프리카 중앙은행 (BCEAO, 프랑스어: Banque Centrale des États de l'Afrique de l'Ouest)에서 발행되고, 서아프리카 경제통화공동체 (UEMOA, 프랑스어: Union Économique et Monétaire Ouest Africaine)에서 사용된다. 1 프랑은 명목상 100 상팀으로 나뉘게 되지만, 서아프리카에서 상팀은 발행되지 않는다.
몇몇 중앙아프리카 국가에서 사용되는 중앙아프리카 CFA 프랑은 서아프리카 CFA 프랑과 같은 가치를 가지고 있다.

## 역사
CFA 프랑은 1945년에 서아프리카의 프랑스 식민지에 도입된 통화로 프랑스령 서아프리카 프랑을 대체하기 위해 만들어졌다. 서아프리카 지역에서 CFA 프랑을 사용했던 지역은 코트디부아르, 다호메이, 프랑스령 수단, 모리타니, 니제르, 세네갈, 토고, 프랑스령 오트볼타이다. 이 통화는 독립한 후에도 계속해서 사용되었다. 그 중 말리(이전의 프랑스령 수단)만 1961년에 CFA 프랑을 말리 프랑으로 바꾸었다. 1973년에 모리타니는 CFA 프랑을 우기야로 바꾸었는데 1 우기야 = 5 프랑의 비율로 교환하였다. 말리는 1984년에 1 CFA 프랑 = 2 말리 프랑의 비율로 다시 CFA 프랑을 도입하였다. 이전에 포르투갈의 식민지였던 기니비사우는 1994년에 기니비사우 페수를 CFA 프랑을 도입하면서 바꾸었는데, 1 CFA 프랑 = 65 페수의 비율로 교환하였다.

## 동전
1948년, 알루미늄 1, 2 프랑 동전이 도입되었다. 이어 1956년, 알루미늄 청동 5, 10, 25 프랑 동전이 도입되었다. 모든 동전은 프랑스의 서아프리카 (Afrique Occidentale Française)라는 이름이 새겨져 있었다. 1957년에 토고의 이름이 추가된 10, 25 프랑 동전이 발행되었다. 1959년부터 동전은 서아프리카 중앙은행(BCEAO)에서 주조되었다. 니켈 100 프랑 동전은 1967년에 도입되었고 이어 백동 50 프랑 동전은 1972년에 도입되었다. 작은 강철 1 프랑 동전은 1976년에 도입되었고 1995년까지 주조되었고, 뒤이어 바이메탈 250 프랑 동전이 1992년부터 만들어져서 1996년까지 주조되었다. 2003년에는, 바이메탈 동전인 200, 500 프랑 동전이 도입되었다.

## 지폐
CFA 프랑이 처음 도입되었을 때, 지폐는 서아프리카 중앙은행에서 발행하였는데, 5, 10, 25, 50, 100, 1000 프랑 지폐가 유통 목적으로 발행되었다. 500 프랑 지폐는 1946년에 추가되었고, 뒤이어 1948년에는 5,000 프랑 지폐가 만들어졌다. 1955년에는 토고 중앙은행의 조폐국(Institut d'Emission de l'A.O.F. et du Togo)에서 지폐 생산을 이어받아, 50, 100, 500, 1000 프랑 지폐를 발행하기 시작하였다.
1959년에, 서아프리카 중앙은행 (BCEAO)은 지폐의 발행을 인계받고 5,000 프랑 지폐의 재발행을 시작하였다. 초창기의 몇몇 발행을 제외하고는, 서아프리카 중앙은행의 지폐는 각 국의 발행을 의미하는 글자가 인쇄되어 있다. 50 프랑 지폐는 1959년을 마지막으로 인쇄가 중단되었으며, 100 프랑 지폐는 1965년 이후 발행되지 않는다. 10,000 프랑 지폐는 1977년에 도입되었으며, 2,500 프랑 지폐는 1992년에 도입되었다.
2004년에, 1,000, 2,000, 5,000, 10,000 프랑의 액면 가치를 지닌 새로운 시리즈의 지폐가 도입되었다. 500 프랑 지폐는 1년 전부터 동전으로의 교체 작업이 이루어졌다. 새로운 지폐는 보안 특징이 향상되었으며, 디자인면에서 더욱 세련되었다. 이러한 변화는 이전 지폐가 더럽고, 병을 유발한다는 인식 하에 있었기 때문에 환영받게 되었다(1). 5,000 프랑 지폐의 색깔은 파란색에서 녹색으로 바뀌었다.

## 같이 보기
- 베넹의 경제
- 부르키나파소의 경제
- 코트디부아르의 경제
- 기니비사우의 경제
- 말리의 경제
- 니제르의 경제
- 세네갈의 경제
- 토고의 경제

## 참고 문헌
- Krause, Chester L. and Clifford Mishler (1991). Standard Catalog of World Coins: 1801-1991, 18th ed., Krause Publications. ISBN 0-87341-150-1
- Pick, Albert (1994). Standard Catalog of World Paper Money: General Issues, Colin R. Bruce II and Neil Shafer (editors), 7th ed., Krause Publications. ISBN 0-87341-207-9.